# Porphyrinia parallela
Porphyrinia parallela är en fjärilsart som beskrevs av Freyer 1842. Porphyrinia parallela ingår i släktet Porphyrinia och familjen nattflyn. Inga underarter finns listade i Catalogue of Life.